# AAE Glacier
AAE Glacier är en glaciär i Antarktis. Den ligger i Östantarktis. Australien gör anspråk på området. AAE Glacier ligger 53 meter över havet.
Terrängen runt AAE Glacier är platt norrut, men söderut är den kuperad. Terrängen runt AAE Glacier sluttar norrut. Trakten är obefolkad. Det finns inga samhällen i närheten.